# Bremser
|  | Denne artikel handler om insekter. Se bremse (mekanik) for bremser til at stoppe bevægelse, f.eks. et køretøj. |
Bremser (Oestridae) er en familie af fluer, hvis larver lever som snyltere i pattedyr.

## Systematik
Bremsefamilien er efter nyere forskning blevet udvidet med den tidligere hestebremsefamilie og to andre tidligere familier (Cuterebridae og Hypodermatidae) som underfamilier. Derved er det samlede artsantal nu omkring 150.

## Udseende
Bremser har typisk en tætbygget, håret krop og kan ligne bier. De har store hoveder med små følehorn og kraftige ben.

## Levevis
Voksne bremser spiser ikke og lever kun kort tid. Alle bremselarver er snyltere inden i pattedyr. De kan bore sig gennem huden eller komme ind gennem munden eller næsen. Hestebremseæg kommer ind i heste, når hesten renser sin pels. Næsebremser placerer larverne i værtens næsebor. Oksebremser lægger æg på værtsdyrets hår, hvor de klækker, og larverne borer sig gennem huden. Nogle bremser, f.eks. Dermatobia hominis, lægger æg på myg, der så overfører dem til de pattedyr, som de stikker.

## Bremser i mennesker
Bremser kan også snylte på mennesker. Det gælder bl.a. tropesygdommen myiasis, der findes i flere former, og som også kan forårsages af andre fluer end bremser. I Sverige og Finland er der rapporteret tilfælde, hvor elgens svælgbremse (Cephenemyia ulrichii) har sprøjtet larver ind i øjnene på mennesker. I Norge er der eksempler på, at rensdyrbremse (Hypoderma tarandi) har lagt æg på menneskehår, og dens larver så har inficeret hovedet.